# Hjerkinn
Hjerkinn est un village de Dovre, Innlandet, en Norvège. C'est l'un des lieux les plus secs du pays, avec seulement 222 mm de précipitations annuelles.